# Cuphea aspera
Cuphea aspera är en fackelblomsväxtart som beskrevs av Alvin Wentworth Chapman. Cuphea aspera ingår i släktet blossblommor, och familjen fackelblomsväxter. Inga underarter finns listade i Catalogue of Life.